# Shadowside
Shadowside es una banda brasileña de heavy metal formada en 2001 en la ciudad de Santos.  La banda ha realizado giras por Estados Unidos y Europa, y han actuado como teloneros de grupos como Nightwish, Helloween, Primal Fear , Shaman y Iron Maiden. También ha participado en grandes eventos internacionales como Flight of the Valkyries y Rocklahoma.

## Integrantes
- Dani Nolden – vocal
- Fabio Buitvidas – batería
- Raphael Matos – guitarra
- Fabio Carito  – bajo

## Discografía

### Álbumes de estudio
- 2006: Theatre of Shadows (versión brasileña)
- 2007: Theatre of Shadows (versión estadounidense)
- 2009: Dare to Dream
- 2011: Inner Monster Out

### EP
- 2001: Shadowside EP